# ХПВ вакцина
ХПВ вакцине су вакцине против хуманог папилома вируса. ХПВ вакцине штите против неколико (2, 4, 9) типова ХПВ-а.
ХПВ се најчешће преноси полним контактом - преко коже.
Симптоми инфекције према типовима вируса су представљени у табели.
| Симптом                         | Тип ХПВ |
| ------------------------------- | --- |
| Обичне брадавице                | 2, 7, 22 |
| Дланске брадавице               | 1, 2, 4, 63 |
| Равне брадавице на кожи         | 3, 10, 28 |
| Гениталне брадавице             | 6, 11, 42, 44... |
| Аналне лезије                   | 16, 18, 31, 53, 58 |
| Генитални канцери               | - Висок ризик код: 16, 18, 31, 45 - Такође висок ризик код: 33, 35, 39, 51, 52, 56, 58, 59 - Вероватно висок ризик: 26, 53, 66, 68, 73, 82 |
| Epidermodysplasia verruciformis | више од 15 типова |
| Фокална хиперплазија            | 13, 32 |
| Усни папиломи                   | 6, 7, 11, 16, 32 |
| Орофарингеални канцери          | 16 |
| Верикозне цисте                 | 60 |
| Гркљанска папиломатоза          | 6, 11 |

## Циљне групе
Групе људи за које је пожељно да приме ову вакцину су: 
- Жене и мушкарци од 9 до 26 година старости
- Сексуално активни појединци у ризику од инфекције
- Жене које планирају трудноћу

## Нежељена дејства
Очекивани нежељени ефекти вакцине су мали, и углавном општи (вртоглавица, повишена температура, блага грозница, бол на месту убода).

## Контраиндикације
Особе за које није препоручено да приме вакцине:
- Особе осетљиве на гљивице
- Особе које имају историју осетљивости на вакцине
- Особе са акутним обољењима. У овом случају вакцинација се одлаже.